# Татарские Шибаши
Тата́рские Шиба́ши (тат. Татар Чиябашы) — деревня в Алькеевском районе Республики Татарстан, в составе Шибашинского сельского поселения.

## Население
Национальный состав
Согласно результатам переписи 2002 года, в национальной структуре населения села татары составляли 99 % из 293 человек.